# Schwäbisch-alemannischer Mundartweg

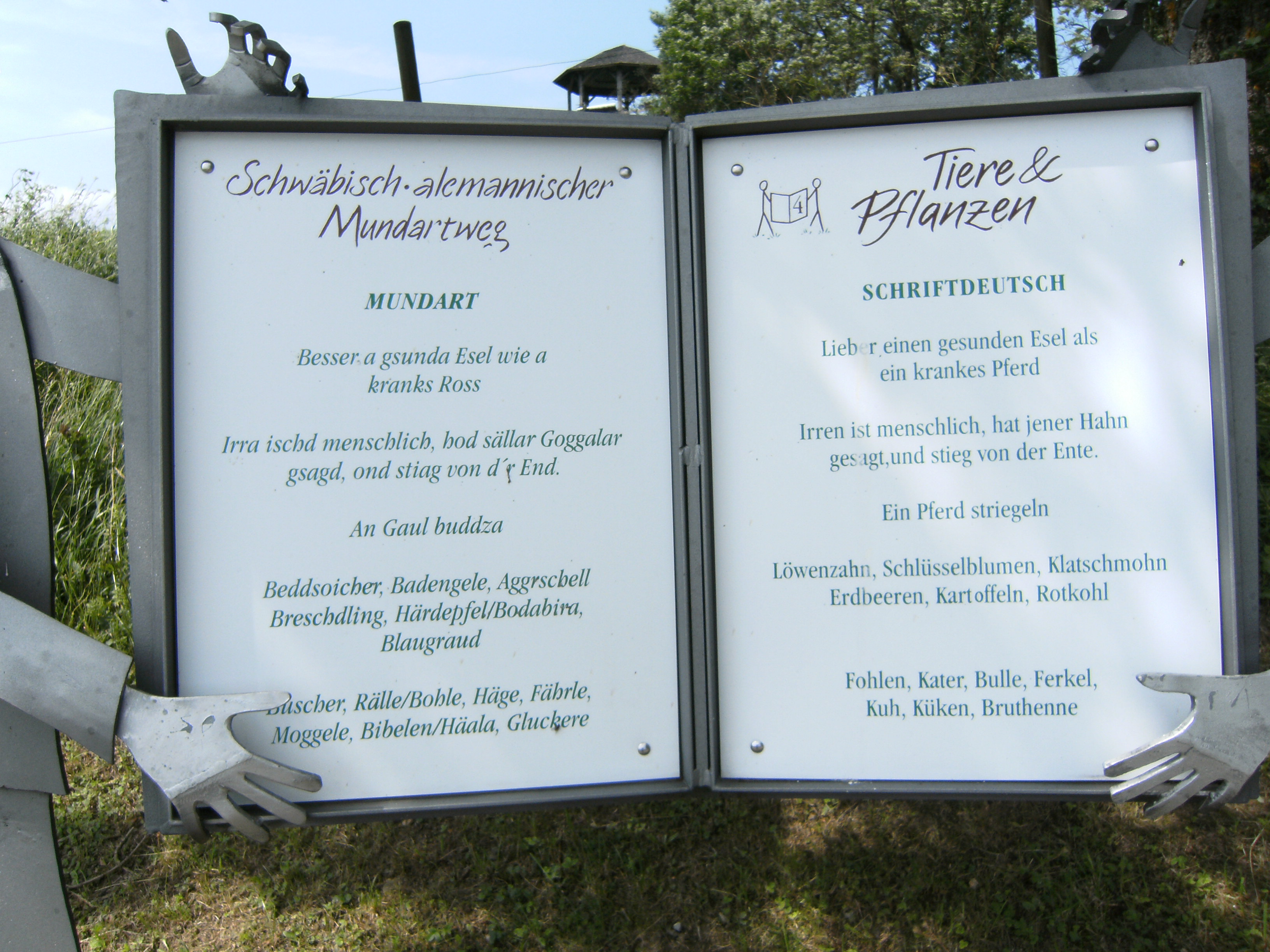
Mundart-Tafel über Tiere und Pflanzen

Schwäbisch-alemannischer Mundartweg ist die Bezeichnung eines aus privater Initiative (Berggasthof Höchsten) entstandenen Lehrpfads auf dem Berg Höchsten in Baden-Württemberg. Alltagssituationen werden in schwäbisch und alemannischer Mundart im Verlauf des einen Kilometer langen Rundwegs auf elf Tafeln beschrieben.

## Mundartgrenze am Höchsten

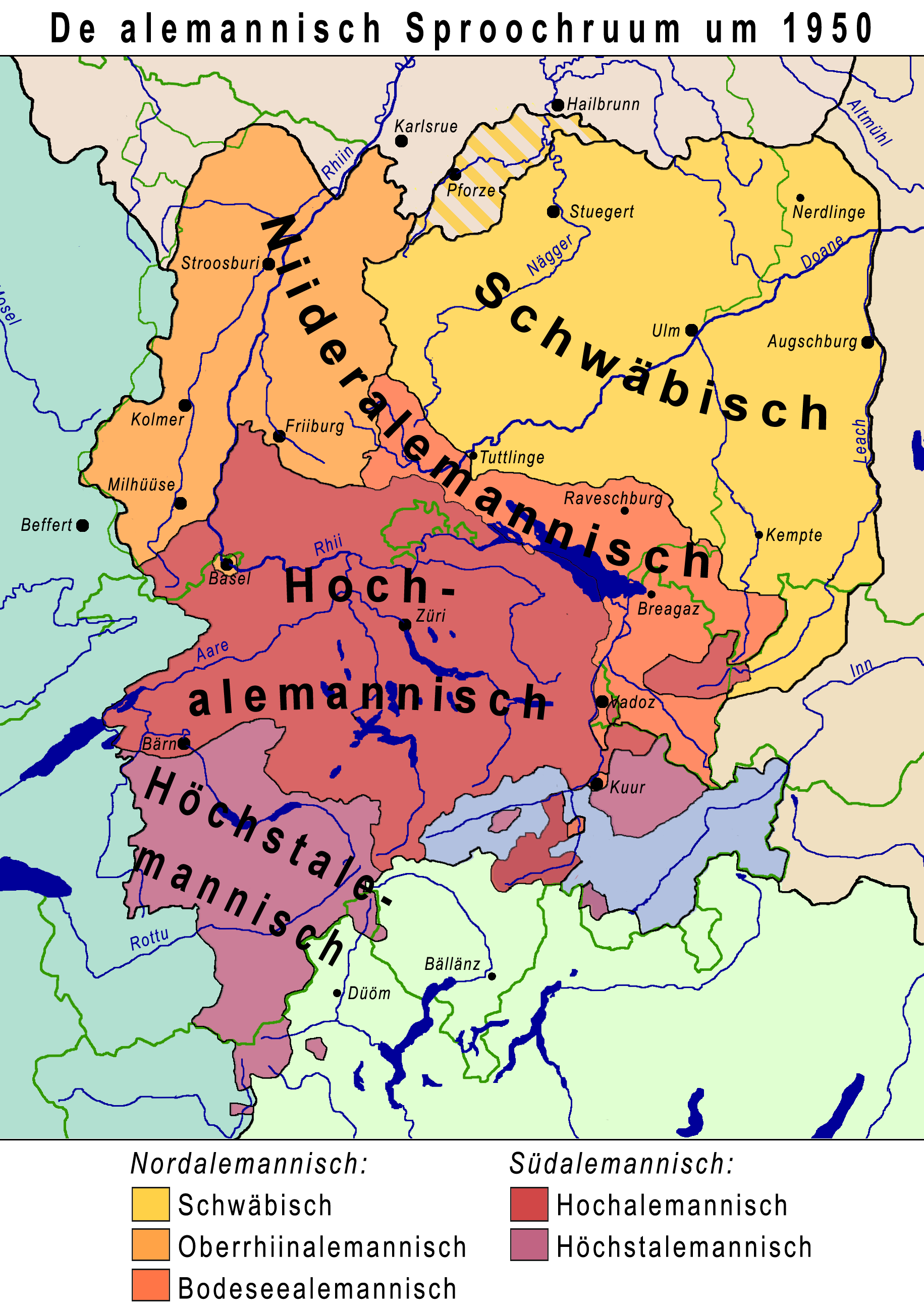
Sprachverbreitung von Schwäbisch und Niederalemannisch

Bodenseealemannisch wird südlich, Schwäbisch nördlich des Höchsten gesprochen. Die Grenze ist aber eher als eine Übergangszone zu verstehen.
Der Berggasthof Höchsten unterhält rund um einen Aussichtspavillon den Schwäbisch-alemannischen Mundartweg mit Prominentenpfad.

## Lage des Mundartwegs
Vom alemannischen Sprachgebiet aus erreicht man den Mundartweg über das Deggenhausertal zum Höchsten, vom schwäbischen Sprachgebiet aus über Illmensee.

## Verlauf des Mundartwegs
Auf der ersten Schautafel etwas oberhalb des Berggasthofs können sich die Wanderer über die Sprachgrenze informieren. Auf den folgenden Tafeln werden schwäbische bzw. alemannische Begriffe und Redewendungen aufgeführt und erläutert. Der Weg führt ansteigend zu einem Aussichtspavillon, der sich etwas südlich der höchsten Stelle des Höchsten befindet. Von dort geht er wieder abwärts zum Kräutergarten oberhalb des Berggasthofs Höchsten. Der Weg ist nicht asphaltiert, steigt an und fällt wieder ab. Er wird auch als geeignet für Kinderwagen sowie Rollstuhlfahrer bezeichnet. Der Mundartweg wurde 2003 eröffnet.

## Zusätzliche Informationen

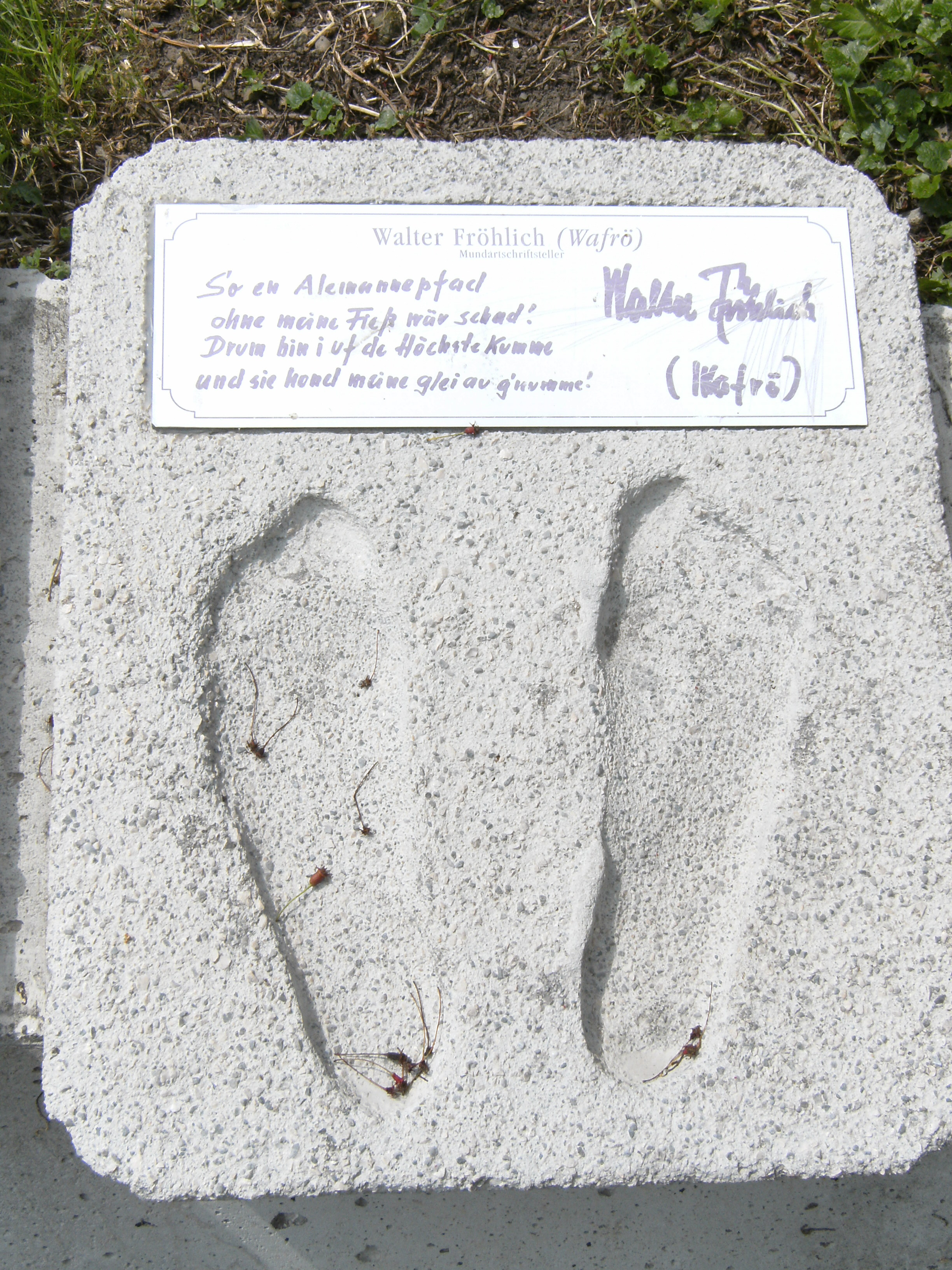
Fußabdrücke des Dichters alemannischer Mundart Walter Fröhlich.

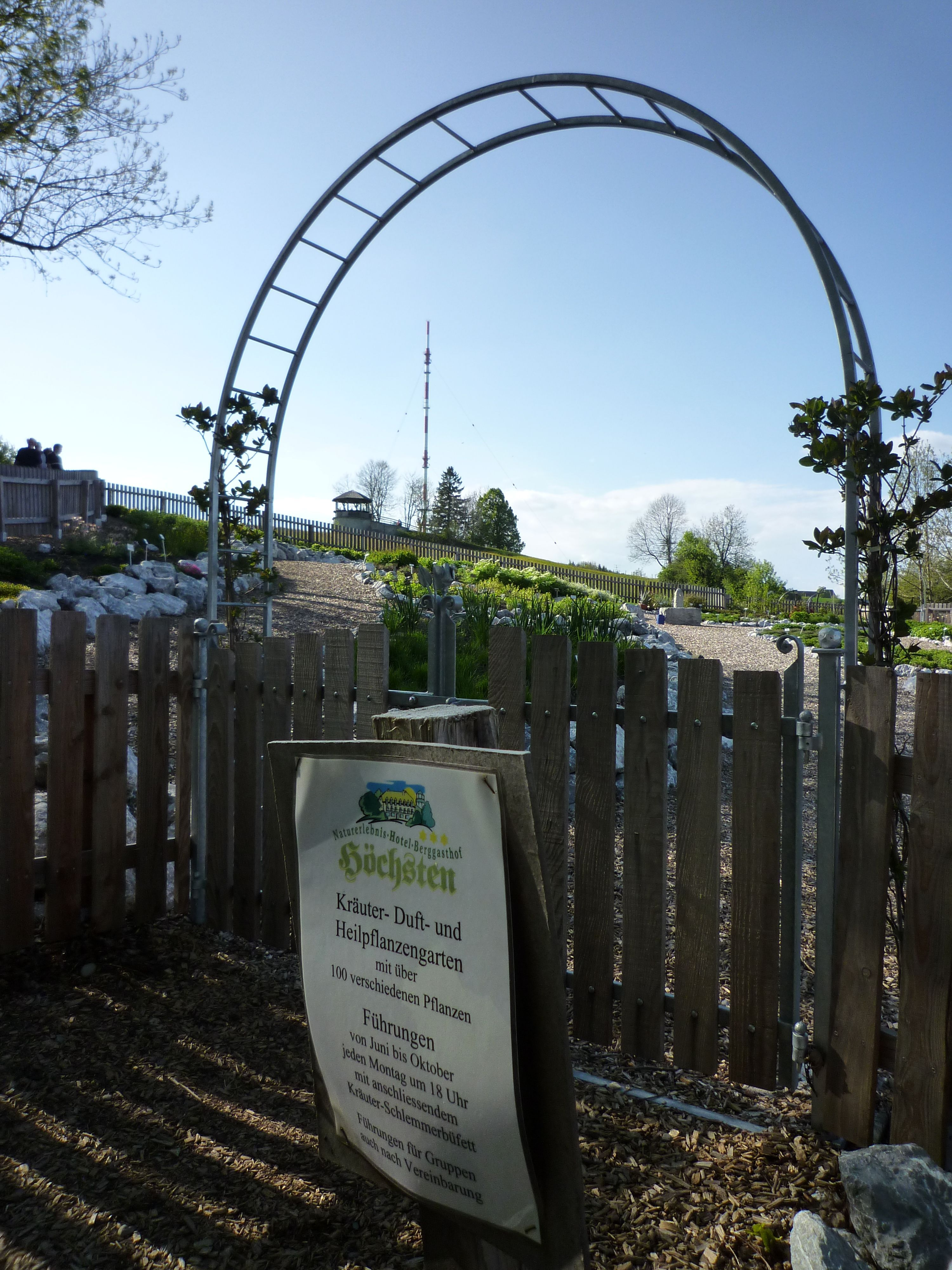
Küchenkräutergarten am Ende des Rundweges.

Neben den Informationen zu den mundartlichen und den entsprechenden schriftdeutschen Begriffen werden weitere Informationen gegeben. Eine 2007 installierte Panoramatafel im Aussichtspavillon dient dazu, sich im Alpenvorland und Alpenpanorama zurechtzufinden. Am Wegesrand sind Fußabdrücke in Beton von Erwin Teufel und anderen Prominenten ausgestellt. Aus dem Rahmen fallend sind die großen „Fußabdrücke“ von Käpt’n Blaubär. Der Kräutergarten des Berggasthofs enthält Küchen- und Heilkräuter mit ihren Bezeichnungen.
Der Mundartweg wird auch im Winter möglichst frei gehalten. Die Tafeln des Mundartweges sowie die Panoramatafeln wurden vom Pfullendorfer Kunstschmied Peter Klink entworfen und gefertigt.